# Inu-Oh
Inu-Oh (jap. 犬王 Inu-ō) – japoński film animowany z 2021 na podstawie powieści Heike monogatari: Inu-Oh no maki autorstwa Hideo Furukawy. Za produkcję odpowiadało studio Science Saru, a za reżyserię Masaaki Yuasa. Film miał swoją premierę na 78. Międzynarodowym Festiwalu Filmowym w Wenecji we wrześniu 2021, a do kin w Japonii trafił w maju 2022.

## Fabuła
Gracz na biwie opowiada historię o tym, jak 900 lat temu klan Genji dążył do zdobycia cesarskich insygniów, aby zjednoczyć tron cesarski. Pokonują wrogi klan Heike w bitwie w zatoce Dan-no-ura, podczas której młody cesarz tonie, zabierając na dno Miecz-Trawosiecz. Trzysta lat później agenci Yoshimitsu Ashikagi zatrudniają młodego Tomonę i jego ojca do wydobycia skrzyni z wraku statku Heike. W środku znajdują miecz. Nie zdając sobie sprawy, że jest to Miecz-Trawosiecz, ojciec Tomony dobywa go, uwalniając ostrze energii, które przecina go na pół i oślepia Tomonę. Tomona wyrusza w wieloletnią podróż w poszukiwaniu odpowiedzi na to, co się stało, a towarzyszy mu duch jego ojca. Spotyka członka całej trupy niewidomych graczy na biwie i postanawia nauczyć się gry na tym instrumencie oraz dołączyć do trupy. Tomona zmienia swoje imię na „Tomoichi”, jednak zmiana imienia utrudnia duchowi jego ojca odnalezienie go.
W tym samym czasie przywódca trupy tańca nō zakłada demoniczną maskę. Wkrótce dochodzi do serii morderstw graczy na biwie, a potem rodzi się jego trzeci syn – dziecko o trzech krótkich kończynach, niezwykle wydłużonym prawym ramieniu, skórze pokrytej łuskami i potwornie zdeformowanej twarzy. Ojciec gardzi swoim zdeformowanym synem tak bardzo, że zmusza go do noszenia maski i traktuje go jak psa. Pewnego dnia jednak zdeformowany syn obserwuje, jak jego ojciec uczy swoich innych synów tańca nō. Ćwiczy razem z nimi w ukryciu, a jego taniec w magiczny sposób przywraca mu nogi.
Chłopiec błąka się po wiosce i wkrótce spotyka Tomoichiego. Nawiązuje z nim więź, ponieważ ten nie widzi jego deformacji, i wyjawia mu, że wybrał dla siebie imię „Inu-Oh” (dosł. „Psi Król”). Tomoichi opowiada Inu-Oh, że widzi ducha swojego ojca, a następnie zauważa, że wokół Inu-Oha zgromadziło się wiele duchów wojowników Heike, opowiadających mu swoje historie. Ta wizja inspiruje ich do założenia nowej trupy muzycznej, a Tomoichi przyjmuje nowe imię – „Tomoari”.
Wkrótce potem Tomoari, który zapuścił długie włosy, występuje na moście, śpiewając swoją pieśń w stylu przypominającym współczesny glam metal. Pod mostem Inu-Oh tańczy do muzyki, opowiadając historię o żołnierzach Heike, którzy w trakcie odwrotu kurczowo trzymali się swojego statku, ale odcięto im wszystkim ręce. Pod koniec pieśni obie ręce Inu-Oh stają się normalnej długości. Ich występ odnosi natychmiastowy sukces, a Tomoari i Inu-Oh stają się wielkimi celebrytami.
Podczas kolejnego spektaklu, opowiadającego o wojownikach Heike czekających na „wieloryba, który nigdy nie nadejdzie”, łuski na skórze Inu-Oha znikają. Jednak nowa trupa przyciąga uwagę Ashikagi, który chce, aby opowiadano jedynie wersję historii Heike zgodną z interesami jego klanu. Wysyła swoich agentów do zazdrosnego ojca Inu-Oh, obiecując mu sławę w zamian za sabotowanie występów syna.
Kolejny występ trupy ujawnia prawdę o pochodzeniu Inu-Oh: jego ojciec zawarł pakt z demoniczną maską w zamian za sławę. Maska zażądała życia graczy na biwie oraz niewinności jego nienarodzonego syna. Morderstwa, które nastąpiły, uwolniły duchy wojowników Heike towarzyszące muzykom, jednak zamiast podążać za ojcem Inu-Oh, duchy skupiły się na jego synu, pomagając mu zdobyć sławę i zdjąć klątwę. Ojciec Inu-Oh nakazuje masce zabić swojego syna, łamiąc warunki ich pierwotnej umowy. Rozgniewana maska zabija go zamiast Inu-Oh.
Pod koniec występu twarz Inu-Oh odzyskuje normalny wygląd. Jednak Ashikaga rozprawia się z trupą, zmuszając Tomoariego do zaprzestania gry. Sam Ashikaga domaga się, by Inu-Oh występował tylko z oficjalną wersją historii Heike – w przeciwnym razie każe ściąć Tomoariego. Inu-Oh ulega, ale Tomoari nadal występuje i sprzeciwia się klanowi Ashikaga, przez co zostaje ścięty przez jego ludzi. Inu-Oh cieszy się jeszcze latami sławy jako tancerz nō, lecz po śmierci zostaje zapomniany.
Narratorem okazuje się duch Tomoariego, który pozostał na Ziemi aż do współczesności, teraz używając swojego pierwotnego imienia – Tomona. Pojawia się także duch Inu-Oh, wyjaśniając, że odnalezienie Tomony zajęło mu 600 lat, ponieważ ten zmienił imię. Inu-Oh przywraca Tomonie młodość, a sam powraca do swojej zdeformowanej postaci. Następnie obaj ponownie razem występują.

## Obsada
| Postać              | Seiyū             |
| ------------------- | ----------------- |
| Inu-Oh              | Avu-chan          |
| Tomona              | Mirai Moriyama    |
| Yoshimitsu Ashikaga | Tasuku Emoto      |
| Ojciec Inu-Oh       | Kenjirō Tsuda     |
| Ojciec Tomony       | Yutaka Matsushige |

## Produkcja
Powieść Hideo Furukawy Heike monogatari: Inu-Oh no maki została wydana w Japonii w 2017 roku. Adaptując tę opowieść o dawnych czasach, reżyser Masaaki Yuasa opisał film jako historię mającą odniesienia i znaczenie dla współczesności, zadającą pytanie: „czy podporządkować się losowi i modzie, aby zdobyć chwałę, czy zrezygnować z nagrody, by żyć w zgodzie ze swoimi przekonaniami?”. Muzykę do filmu skomponował multiinstrumentalista Yoshihide Ōtomo. Ścieżka dźwiękowa została wydana 25 maja i zawiera oryginalne utwory wykonywane w filmie przez Avu-chan i Moriyamę, a także instrumentalną muzykę przerywnikową skomponowaną przez Ōtomo. Oryginalne piosenki zostały napisane przez Avu-chan, Ōtomo, reżysera Masaakiego Yuasę oraz muzyka Yoheia Matsuia. Projekty postaci stworzył mangaka, Taiyō Matsumoto.

## Wydanie
Film Inu-Oh miał swoją światową premierę na Międzynarodowym Festiwalu Filmowym w Wenecji 9 września 2021. Produkcja ta była pierwszą japońską ręcznie rysowaną animacją zaprezentowaną w sekcji Horyzonty tego festiwalu. Następnie film został zaprezentowany na Międzynarodowym Festiwalu Filmowym w Toronto w 2021 roku, gdzie miał swoją północnoamerykańską premierę.
Japońska premiera Inu-Oh odbyła się na Międzynarodowym Festiwalu Filmowym w Tokio 3 listopada 2021. Film trafił do szerokiej dystrybucji kinowej w Japonii 28 maja 2022, a za jego dystrybucję odpowiadały firmy Asmik Ace i Aniplex.
W Polsce pokazy filmu miały miejsce podczas 17. edycji Międzynarodowego Festiwalu Filmów Animowanych Animator, a pierwszy z nich odbył się 29 czerwca 2024. Do ogólnokrajowej dystrybucji kinowej film trafił z kolei 25 kwietnia 2025.

## Odbiór

### Krytyka
Po premierze na Międzynarodowym Festiwalu Filmowym w Wenecji film spotkał się z natychmiastowym uznaniem krytyków. W agregatorze opinii Rotten Tomatoes film posiada wynik 91% na podstawie 57 recenzji, ze średnią oceną 7,7/10. Konsensus krytyków na stronie brzmi: „Fani Masaakiego Yuasy przyjdą na Inu-Oh oczekując wizualnej uczty – i ta muzyczna animowana extravaganza ich nie zawiedzie”. W serwisie Metacritic, który stosuje średnią ważoną, film otrzymał średnią ocenę 77/100 na podstawie 16 recenzji, co wskazuje na „ogólnie przychylne recenzje”.
William Bibbiani z TheWrap zauważył, że Inu-Oh to „historia o wykorzystywaniu sztuki do wyrażenia sprzeciwu wobec władzy… Opowieść o tym, dlaczego niektóre historie pozostają nieopowiedziane i dlaczego niektórzy ludzie opowiadają je mimo wszystko, bez względu na cenę”. Chwalił film jako „syreni krzyk musicalu: gniewny i piękny, ekstatycznie animowany i niezwykle porywający”. David Ehrlich z IndieWire ocenił film na B+, podkreślając jego „sentyment dla marginalizowanych i nierozumianych” oraz zauważając, że „od czasu Belladonny Smutku z 1973 roku żaden film anime nie przekształcił starożytnej historii w tak hipnotycznie psychodeliczny sposób”. Wendy Ide ze Screen Daily nazwała film „unikatowym dziełem filmowym” o „oryginalnym podejściu, które wyróżnia go na tle innych produkcji anime”.

### Wyróżnienia
| Rok  | Nagroda                                     | Kategoria                                                       | Nominacja  | Rezultat  | Źródło |
| ---- | ------------------------------------------- | --------------------------------------------------------------- | ---------- | --------- | ------ |
| 2021 | Bucheon International Animation Festival    | Konkurs międzynarodowy: film pełnometrażowy – nagroda specjalna | Inu-Oh     | Wygrana   | [ 18 ] |
| 2022 | Międzynarodowy Festiwal Filmowy Fantasia    | Nagroda Satoshiego Kona dla najlepszego filmu animowanego       | Inu-Oh     | Wygrana   | [ 19 ] |
| 2022 | Nagroda Satelita                            | Najlepszy film animowany lub łączący w sobie różne media        | Inu-Oh     | Nominacja | [ 20 ] |
| 2022 | Stowarzyszenie Krytyków Filmowych z Florydy | Najlepszy film animowany                                        | Inu-Oh     | Nominacja | [ 21 ] |
| 2023 | Złote Globy                                 | Najlepszy pełnometrażowy film animowany                         | Inu-Oh     | Nominacja | [ 22 ] |
| 2023 | Nagrody Annie                               | Najlepszy niezależny film pełnometrażowy                        | Inu-Oh     | Nominacja | [ 23 ] |
| 2023 | Nagrody Annie                               | Najlepszy scenariusz                                            | Akiko Nogi | Nominacja | [ 23 ] |
| 2023 | Nagrody filmowe Mainichi                    | Najlepszy film animowany                                        | Inu-Oh     | Nominacja | [ 24 ] |
| 2023 | Nagrody filmowe Mainichi                    | Nagroda Noburō Ōfujiego                                         | Inu-Oh     | Wygrana   | [ 24 ] |
| 2023 | Crunchyroll Anime Awards                    | Najlepszy film                                                  | Inu-Oh     | Nominacja | [ 25 ] |
| 2023 | Nagroda Japońskiej Akademii Filmowej        | Animacja roku                                                   | Inu-Oh     | Nominacja | [ 26 ] |